# Semih Yagci
Semih Yagci (ur. 15 listopada 1988) – turecki sztangista, mistrz Europy.
Największym jego sukcesem jest złoty medal mistrzostw Europy w Kazaniu (2011) w kategorii do 77 kg. W dwuboju osiągnął 347 kg, wyprzedzając srebrnego medalistę, Ormianina Arajika Mirzojana, masą ciała.

## Wyniki
| Rok  | Zawody             | Miasto  | Miejsce | Kategoria | Wynik  |
| ---- | ------------------ | ------- | ------- | --------- | ------ |
| 2009 | Mistrzostwa świata | Koyang  | 16      | 77 kg     | 331 kg |
| 2010 | Mistrzostwa Europy | Mińsk   | 6       | 77 kg     | 334 kg |
| 2010 | Mistrzostwa świata | Antalya | 13      | 77 kg     | 330 kg |
| 2011 | Mistrzostwa Europy | Kazań   | 1       | 77 kg     | 347 kg |
| 2012 | Mistrzostwa Europy | Antalya | 4       | 77 kg     | 336 kg |